# Barrett Martineau
Barrett Martineau (Calgary, 4 september 1991) is een Canadees skeletonracer.

## Carrière
Martineau maakte zijn wereldbekerdebuut in het seizoen 2014/15 waar hij 17e eindigde, hij bleef actief in de wereldbeker tot het seizoen 2017/18. Met in het seizoen 2015/16 een negende plaats als beste eindresultaat in de wereldbeker.
Hij nam deel aan drie wereldkampioenschappen waar een 13e plaats zijn beste resultaat was in 2017.
Hij nam in 2018 deel aan de Olympische Winterspelen waar hij een 24e plaats behaalde.

## Resultaten

### Olympische Spelen
| Jaar | Plaats      | Resultaat |
| ---- | ----------- | --------- |
| 2018 | Pyeongchang | 24e       |

### Wereldkampioenschappen
| Jaar | Plaats     | Resultaat                          |
| ---- | ---------- | ---------------------------------- |
| 2015 | Winterberg | 20e Individueel                    |
| 2016 | Igls       | 19e Individueel 8e Landenwedstrijd |
| 2017 | Königssee  | 13e Individueel 9e Landenwedstrijd |

### Wereldbeker
| Eindklasseringen \| 2014/2015 \| 17e \| \| 2015/2016 \| 9e \| \| 2016/2017 \| 13e \| \| 2017/2018 \| 20e \| |     |
| 2014/2015                                                                                                   | 17e |
| 2015/2016                                                                                                   | 9e  |
| 2016/2017                                                                                                   | 13e |
| 2017/2018                                                                                                   | 20e |